# Cellule di Clara

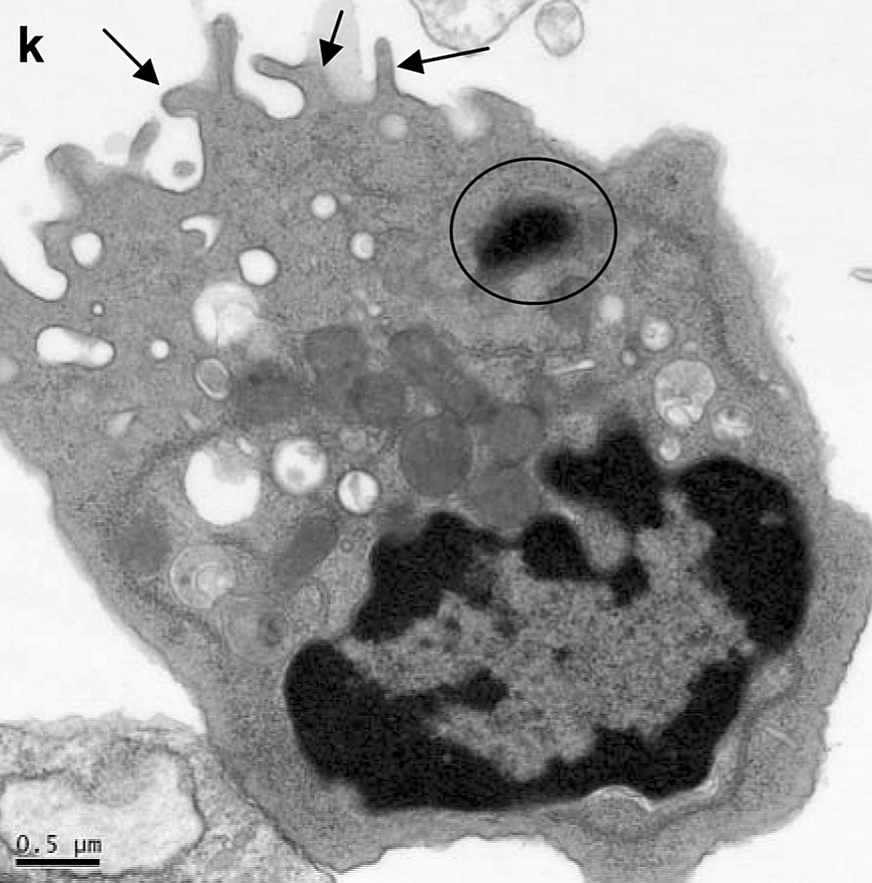

Le cellule a clava, conosciute anche come cellule esocrine bronchiolari, e precedentemente note come Cellule di Clara sono cellule presenti nel corpo umano a livello dei bronchi lobulari e bronchioli intralobulari nel parenchima polmonare. Il loro ruolo è quello di secernere materiale sieroso che mantenga fluido il materiale mucoso prodotto dalle cellule caliciformi mucipare.
Le cellule a clava trovano posto nell'epitelio cilindrico semplice ciliato dei bronchioli lobulari e terminali e possono arrivare a essere il 60% di tutte le cellule presenti.

## Nome
Le cellule bronchiolari furono originariamente descritte da Max Clara, nel 1937, un medico nazista che per le sue ricerche, a Lipsia, usava tessuti prelevati dai prigionieri del Terzo Reich messi a morte a Dresda.
La storia biografica dello scienziato ha portato a proteste da parte di alcuni esponenti della comunità scientifica, che chiesero di cambiare il nome delle cellule, che ricordava troppo i metodi poco etici con cui si è arrivati a scoprirle. Altri sostenevano invece la tesi opposta, cioè che mantenere l'eponimo fosse un modo per non dimenticare i periodi in cui la ricerca medica aveva superato i limiti dell'etica.
Nel maggio 2012 il Respiratory Journal Editors group, il gruppo che raccoglie le maggiori riviste scientifiche sull'apparato respiratorio (tra cui American Thoracic Society, European Respiratory Society e American College of Chest Physicians) ha deciso di scegliere un nuovo nome per queste cellule, chiamate club cells a partire dal 1º gennaio 2013.

## Struttura
Le cellule a clava sono di forma cilindrica o cubica e prive di ciglia. La regione apicale, che presenta una superficie arrotondata a cupola è ricca di mitocondri e granuli di secrezione pieni di materiale elettrondenso. Presentano un nucleo in posizione centrale, un reticolo endoplasmatico e un apparato del Golgi sviluppati.

## Funzione
Sembra che tali cellule si occupino di secernere un materiale sieroso ad azione surfactante che va a ricoprire la superficie dell'epitelio dei bronchi e degli alveoli polmonari. Sono anche state associate la funzione di scambio di ioni cloruro attraverso canali di guanosinmonofosfato ciclico (proteina cGMP). 
Nel complesso, quindi, il loro ruolo è di mantenere fluido il muco prodotto dalle cellule mucipare e contribuire all'equilibrata idratazione del muco stesso.

### Ruolo nelle patologie
Visto il loro ruolo nel trasporto del cloro, è stato pensato un loro coinvolgimento nella fibrosi cistica, malattia caratterizzata da una produzione di muco molto denso che non riesce a essere trasportato verso l'esterno dalle cellule cigliate, ristagnando nelle vie aeree.